# Ирецкой, Александр Александрович
Александр Александрович Ирецкой (Ирецкий) (22 ноября 1848 — не ранее 1913) — русский адмирал (1913). Участник русско-турецкой войны 1877—1878 годов.

## Биография
17 апреля 1868 года окончил Морское училище с производством в чин гардемарина. 25 мая 1870 года произведён в чин мичмана. 8 апреля 1873 года произведён в чин лейтенанта. 17 августа 1874 года переведен из Балтийского в Черноморский флот.
В 1877 году за отличие в русско-турецкой войне награждён орденом Св. Станислава 3-й степени с мечами и бантом. В 1879 году награждён орденом Св. Анны 3-й степени. 1 января 1885 года произведён в чин капитан-лейтенанта. 26 февраля того же года произведён в чин капитана 2-го ранга.
В 1886 году командовал шхуной «Келасуры». В 1886—1887 годах командовал миноносцем «Чардак». В 1887—1888 годах — старший офицер канонерской лодки «Донец». В 1888—1889 годах — старший офицер клипера «Забияка». В 1890 году командовал шхуной «Редут-Кале». В 1891 году награждён орденом Св. Станислава 2-й степени. В 1892—1893 годах командовал канонерской лодкой «Донец». В 1892 году награждён орденом Св. Владимира 4-й степени с бантом «за восемнадцать шестимесячных компаний». В 1894 году награждён орденом Св. Анны 2-й степени.
6 декабря 1894 года произведён в чин капитана 1-го ранга. В 1896 году награждён серебряной медалью «В память царствования императора Александра III». В 1896—1899 годах командовал эскадренным броненосцем «Чесма» и 33-м Черноморским флотским экипажем. В 1897 году награждён медалью за труды по 1-й переписи населения. В 1898 году награждён орденом Св. Владимира 3-й степени и медалью «В память Священного Коронования Их Императорских Величеств». В 1899—1901 годах командовал строящимся эскадренным броненосцем «Бородино» и 10-м флотским экипажем. 6 декабря 1901 года произведён за отличие в чин контр-адмирала. В 1902 году назначен командиром порта императора Александра III. В 1903 году награждён орденом Св. Станислава 1-й степени. 28 февраля (13 марта) 1905 года «во внимание к особым трудам, понесенным чинами порта императора Александра III при изготовлении к плаванию 1-го отдельного отряда судов Тихого океана» объявлена Высочайшая благодарность. В 1905 году награждён орденом Св. Анны 1-й степени. В июне 1905 года в порту произошло вооружённое Либавское восстание, во-многом благодаря усилиям Ирецкого окончившееся без кровопролития.
В 1906 году отчислен от должности командира порта и назначен директором маяков и лоций Балтийского моря и командиром Ревельского порта. Весной 1908 года участвовал во встрече в Ревеле короля Эдуарда VII с супругой и свитой. За отличное исполнение своих обязанностей во время Высочайшего визита был награждён 30 мая портретом императора Николая II и был пожалован британским монархом золотой табакеркой с бриллиантами и рубинами. 4 июня 1908 года объявлена Высочайшая благодарность за образцовый порядок на рейде и в порту во время пребывания Его Величества в Ревеле. 6 декабря 1908 года произведён в чин генерал-лейтенанта. В 1909 году отчислен от занимаемой должности и назначен членом Главного военно-морского суда. В 1911 году награждён орденом Св. Владимира 2-й степени. В 1912 году перечислен в чин вице-адмирала. 7 мая 1913 года произведён в чин адмирала с увольнением в отставку.

## Семья
Был женат на Екатерине Ивановне, дочери отставного контр-адмирала Ивана Петровича Барковского (1802-1881). Их бракосочетание состоялось 29 октября 1879 года в Николаеве  о чём имеется запись № 26 в Метрической книге Адмиралтейского собора за 1879 год. Имел сына Сергея (род. 9 янв. 1883 г.), дочь Ольгу которая родилась 16 октября 1880 г. в Николаеве, о чём имеется запись № 31 в Метрической книге Адмиралтейского собора за 1880 год,она скончалась в младенческом возрасте 16 февраля 1881 г., о чём имеется запись № 2 в Метрической книге Адмиралтейского собора г.  Николаева за 1881 г.

## Награды
- Орден Святого Станислава 3-й степени с мечами и бантом (1877) — за отличие в русско-турецкой войне.
- Орден Святой Анны 3-й степени (1879).
- Орден Святого Станислава 2-й степени (1891) .
- Орден Святого Владимира 4-й степени с бантом (1892) — за восемнадцать шестимесячных компаний.
- Орден Святой Анны 2-й степени (1894).
- Серебряная медаль «В память царствования императора Александра III» (1896).
- Медаль «За труды по первой всеобщей переписи населения» (1897).
- Орден Святого Владимира 3-й степени (1898).
- Медаль «В память Священного Коронования Их Императорских Величеств» (1898).
- Орден Святого Станислава 1-й степени (1903).
- Орден Святой Анны 1-й степени (1905).
- Портрет императора Николая II (1908).
- Золотая табакерка с бриллиантами и рубинами (1908) — от британского короля Эдуарда VII.
- Орден Святого Владимира 2-й степени (1911).